# Cold War Kids
Pour les articles homonymes, voir Cold War (homonymie).
Cold War Kids est un groupe de rock indépendant américain, originaire de Long Beach, en Californie. Après trois EP chez Monarchy Music et une participation aux festivals de musique SXSW, Lollapalooza et Transmusicales de Rennes en 2006, la formation signe chez Downtown Records et sort son premier album studio Robbers and Cowards. Cinq autres disques ont depuis été sortis : Loyalty to Loyalty en 2008, Mine Is Yours en 2011, Dear Miss Lonelyhearts en 2013 et Hold My Home en 2014, réédité en version Deluxe avec trois titres supplémentaires en 2015.

## Biographie

### Débuts avecRobbers and Cowards(2004–2006)

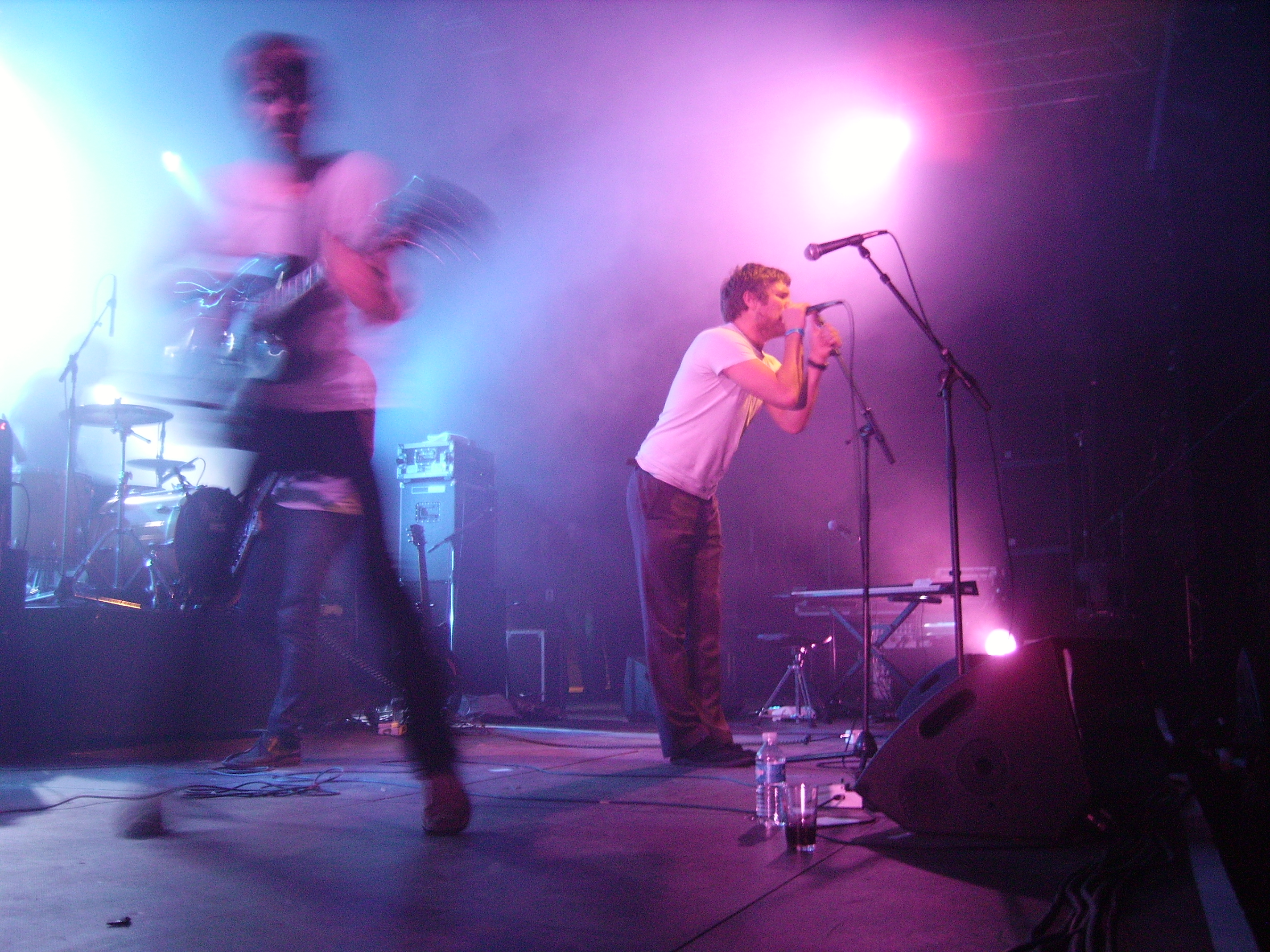
Cold War Kids aux Transmusicales de Rennes en 2006.

Cold War Kids se forme en 2004 dans le centre de Fullerton, en Californie quand Nathan Willett, Matt Maust et Matt Aveiro se voient régulièrement dans l'appartement de Jonnie Russell.
L'origine du nom du groupe provient de Maust et de ses voyages en Europe de l'Est, où dans un parc de Budapest, il trouve avec son frère des statues abandonnées après la chute du communisme. Comme il y avait un terrain de jeu dans le parc, l'expression « Cold War Kids » lui est venue à l'esprit. Il n'est toutefois pas certain de ne pas l'avoir déjà entendu avant et se définit également comme un enfant de la Guerre froide. Il est né en 1979. Le groupe se rend alors à Whittier au printemps 2005 pour enregistrer sa première démo Mulberry Street sur le label Monarchy Music. Au début de l'année suivante, la formation effectue plusieurs tournées et publie deux EP With Our Wallets Full et Up in Rags, ainsi qu'une compilation les réunissant : Up in Rags/With Our Wallets Full.
À l'été 2006, le groupe signe avec le label Downtown Records et travaille sur son premier album, Robbers and Cowards, qui sort le 10 octobre et se vend à plus de 200 000 exemplaires. Les critiques louent les qualités blues rock de celui-ci, ainsi que les paroles moroses,.

### Loyalty to Loyalty(2007–2008)
Après deux ans de tournée internationale non-stop, le groupe déménage à Long Beach et retourne en studio au printemps 2008 avec Kevin Augunas, le producteur de leur premier album. Le processus est décrit par Willett comme étant « une succession de plusieurs jours à composer dans leur propre studio avant d'enregistrer trois ou quatre chansons dans le studio pendant deux jours ». Finalement, sur les quatre mois, ils n'ont passé qu'une quinzaine de jours en studio car « ils préfèrent se concentrer sur la composition ». Loyalty to Loyalty sort le 23 septembre 2008 et reçoit de bonnes critiques, à l'instar de son prédécesseur. Cependant, les paroles sont plus narratives et contiennent plus de références politiques ou philosophiques. Le chanteur explique qu'ils n'ont pas essayé de composer un morceau pour en faire un single ou un tube, ou de faire mieux que sur le premier album mais qu'ils ont simplement composé les titres en ignorant le stress auquel ils étaient soumis.

### Mine Is Yours(2009–2011)
Cold War Kids passe la fin 2008 et une grande partie de l'année 2009 en tournée aux côtés de Death Cab for Cutie. En parallèle, ils enregistrent leur septième EP Behave Yourself, disponible sur iTunes à partir du 21 décembre 2009, puis en version physique le 19 janvier 2010. Les chansons y sont plus vibrantes et plus joyeuses que sur le précédent disque, marquant un tournant vers une nouvelle voie pour le groupe.
Le groupe retourne en studio en février 2010 avec le producteur Jacquire King, qui a travaillé avec Norah Jones, Tom Waits ou Kings of Leon et leur apporte une touche plus douce et plus électrique. Le troisième album studio, Mine Is Yours, voit le jour le 25 janvier 2011 mais reçoit des critiques partagées. Il est suivi d'une tournée en Amérique du Nord, avec notamment des passages aux festivals Bonnaroo et Coachella,.

### Dear Miss LonelyheartsetHold My Home(2012–2015)

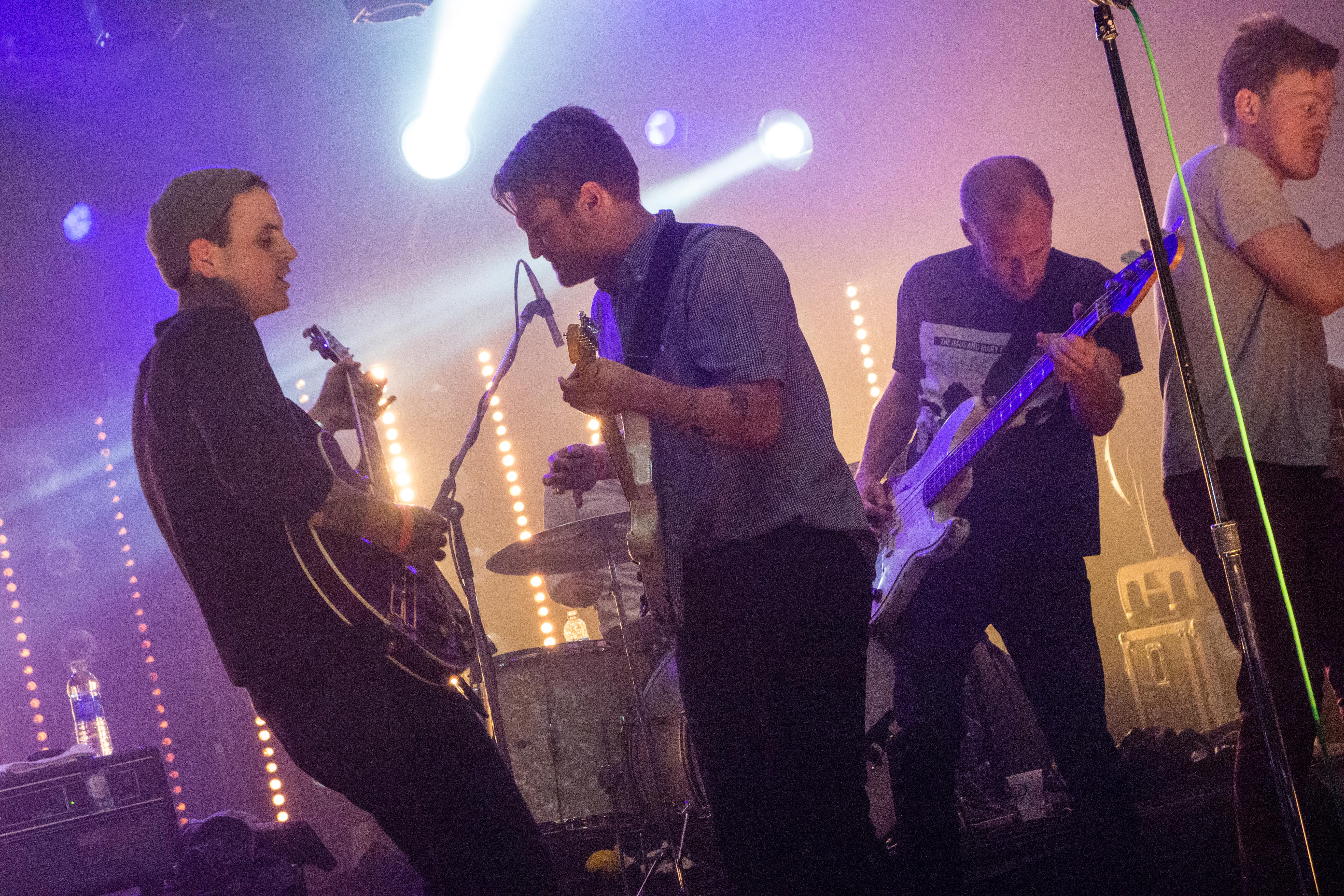
Cold War Kids jouant au Hype Hotel in Texas au SXSW, en 2013.

Au début de 2012, le groupe annonce le départ de Jonnie Russell pour « raisons personnelles », ainsi que son remplacement par le guitariste de Modest House Dann Gallucci dès le nouveau single Minimum Day. Un an plus tard, le 15 janvier, le single Miracle Mile annonce la sortie de leur quatrième album studio Dear Miss Lonelyhearts pour le 2 avril 2013. Une nouvelle tournée nord-américaine accompagne celui-ci, puis se voit assortir du maxi Tuxedos, uniquement proposé en téléchargement, sort le 17 septembre.
Dès la fin de la tournée, soit en novembre 2013, le groupe annonce qu'il travaille déjà sur son prochain disque, malgré le départ du batteur Matt Aveiro et son remplacement par Joe Plummer, de Modest House. En mars 2014, ils collaborent avec la marque de bières belge Stella Artois et l'inventeur Andy Cavatorta autour d'un projet intitulé Chalcie Symphony au cours duquel les membres de Cold War Kids utilisent les lunettes du brasseur pour enregistrer la chanson A Million Eyes. Les vidéos sont ensuite postées sur la chaîne YouTube du fabricant de bières, et le morceau mis à disposition sur iTunes le 4 avril.
All this Could Be Yours, premier single du cinquième album, sort le 15 juillet. Hold My Home est publié le 21 octobre et voit le multi-instrumentiste Matthew Schwartz être également crédité parmi les membres du groupe sur la pochette.

### L.A. Divine(depuis 2016)
Le 16 mars 2016, Cold War Kids annonce sur Instagram le départ du guitariste Dann Gallucci et son remplacement par David Quon du groupe We Barbarians.
Le 31 octobre 2016, Cold War Kids publie un single intitulé Locker Room Talk, qui fait partie du projet 30 Days, 50 Songs militant contre la campagne présidentielle de Donald Trump. Le 2 février 2017, Cold War Kids publie le single Love is Mystical, issu de leur sixième album, L.A. Divine, qui est publié le 7 avril 2017.

## Membres

### Membres actuels
- Nathan Willett - chant, piano, guitare (depuis 2004)
- Matt Maust - basse (depuis 2004)
- Joe Plummer - batterie (depuis 2013)
- Matthew Schwartz - clavier, synthétiseur, guitare, percussions, chant (depuis 2014)
- David Quon – guitare, chœurs (depuis 2016)

### Anciens membres
- Jonnie Russell - guitare, piano (2004-2012)
- Matt Aveiro - batterie (2004-2013)
- Dann Gallucci - guitare, chant (2012-2016)

## Discographie

### Albums studio
- 2006 : Robbers and Cowards
- 2008 : Loyalty to Loyalty
- 2011 : Mine Is Yours
- 2013 : Dear Miss Lonelyhearts
- 2014 : Hold My Home
- 2017 : L.A. Divine
- 2019 : New Age Norms 1
- 2020 : New Age Norms 2
- 2021 : New Age Norms 3
- 2023 : Cold War Kids

### Albums en public
- 2007 : Live from SoHo

### EP
- 2005 : Mulberry Street
- 2006 : With Our Wallets Full
- 2006 : Up in Rags
- 2006 : We Used to Vacation
- 2008 : Live at Fingerprints
- 2008 : Live from the Paradiso
- 2010 : Behave Yourself
- 2011 : Live at Third Man
- 2013 : Tuxedos
- 2015 : Five Quick Cuts